# Sheynnis Palacios
Sheynnis Alondra Palacios Cornejo (ur. 30 maja 2000 w Managui) – nikaraguańska modelka, Miss Universe 2023.

## Życiorys
Sheynnis Palacios urodziła się w Managui i tam studiowała mass media, lecz pochodzi z miejscowości Diriamba. 
Mając 16 lat została Miss Teen Nicaragua, wygrywając swój pierwszy konkurs piękności.
W 2021 roku uczestniczyła w konkursie Miss World 2021, dostając się do czołowej czterdziestki. Dwa lata później została Miss Universe 2023, pokonując faworytkę, Anntonię Porsild. 
Sukces przyniósł Palacios sławę wśród rodaków, lecz zwrócił też uwagę nikaraguańskiego reżimu. Konsekwencje poniosła Karen Celebertti, organizatorka Miss Nicaragua, którą władze oskarżyły o spisek i aresztowały jej rodzinę. Sama miss nie mogła wrócić do kraju, a jej rodzina dołączyła do Sheynnis na przymusowej emigracji.